# Trididemnum banneri
Trididemnum banneri är en sjöpungsart som beskrevs av Niles Eldredge 1967. Trididemnum banneri ingår i släktet Trididemnum och familjen Didemnidae. Inga underarter finns listade i Catalogue of Life.